# Branislav Ivanović
Branislav Ivanović - em sérvio, Бранислав Ивановић - (Sremska Mitrovica, 22 de fevereiro de 1984) é um ex-futebolista sérvio que atuava como lateral-direito.

## Carreira

### Lokomotiv Moscou
Depois de três anos jogando na primeira divisão da Liga Sérvia, ele foi contratado pelo Lokomotiv Moscou em janeiro de 2006. Treinado pelo compatriota Slavoljub Muslin, aos 22 anos Ivanović causou um impacto imediato, aparecendo em 28 jogos do campeonato. Ele foi substituído apenas duas vezes durante a temporada da liga e contribuiu muito para lutar pelo título com o Lokomotiv, que perdeu força ao final da temporada.

### Chelsea
Em 15 de janeiro de 2008, o Chelsea confirmou que o clube tinha um acordo com o Lokomotiv de Moscou para a transferência de Ivanović, tendo vencido a concorrência de nomes como AC Milan, Ajax, Juventus e Internazionale. De acordo com o clube, a transferência foi a maior da história do futebol russo, tendo adquirido o atleta por cerca de 9 milhões de libras. Ivanović assinou um contrato de três temporadas e meia com o Chelsea no dia seguinte. Foi-lhe dado a camisa de número 2, que tinha sido usado pela última vez por Glen Johnson. Em 19 de maio de 2012, foi campeão da Liga dos Campeões da UEFA.

## Títulos
Lokomotiv Moscou
- Copa da Rússia: 2006-07

Chelsea
- Liga dos Campeões da UEFA: 2011-12
- Liga Europa da UEFA: 2012-13
- Campeonato Inglês: 2009-10, 2014-15
- Copa da Inglaterra: 2008-09, 2009-10, 2011-12
- Copa da Liga Inglesa: 2014-15
- Supercopa da Inglaterra: 2009

Zenit
- Campeonato Russo: 2018–19, 2019-20
- Copa da Rússia: 2019-20

### Prêmios Individuais
- Equipe da Eurocopa Sub-21: 2007
- Equipe do Ano do Campeonato Inglês: 2009-10, 2014-15
- Jogador Sérvio do Ano: 2012, 2013
- Melhor Jogador da Final da Liga Europa da UEFA: 2012-13
- 53° Melhor Jogador do Ano de 2014 (The Guardian)[3]
- Seleção da Liga dos Campeões da UEFA: 2014-15